# Minor Earth Major Sky
Albums de a-ha
Memorial Beach
(1993) Lifelines
(2002)
Minor Earth Major Sky est le sixième album du groupe de pop norvégien a-ha, sorti en 2000 après 7 ans d'absence. Il s'est vendu à 3 millions d'exemplaires dans le monde dont 250 000 exemplaires en France.

## Titres
| No  | Titre                             | Auteur                               | Durée |
| --- | --------------------------------- | ------------------------------------ | ----- |
| 1.  | Minor Earth Major Sky             | Magne Furuholmen, Pål Waaktaar-Savoy | 5:25  |
| 2.  | Little Black Heart                | Furuholmen, Waaktaar-Savoy           | 4:35  |
| 3.  | Velvet                            | Waaktaar-Savoy, Lauren Savoy         | 4:21  |
| 4.  | Summer Moved On                   | Waaktaar-Savoy                       | 4:38  |
| 5.  | The Sun Never Shone That Day      | Waaktaar-Savoy, Savoy                | 4:40  |
| 6.  | To Let You Win                    | Morten Harket, Havard Rem            | 4:24  |
| 7.  | The Company Man                   | Furuholmen, Waaktaar-Savoy           | 3:15  |
| 8.  | Thought That It Was You           | Harket, Ole Sverre-Olsen             | 3:50  |
| 9.  | I Wish I Cared                    | Furuholmen                           | 4:23  |
| 10. | Barely Hanging On                 | Waaktaar-Savoy                       | 3:56  |
| 11. | You'll Never Get Over Me          | Waaktaar-Savoy                       | 5:40  |
| 12. | I Won't Forget Her                | Waaktaar-Savoy                       | 4:44  |
| 13. | Mary Ellen Makes the Moment Count | Waaktaar-Savoy                       | 4:51  |